# Hypsophrys nematopus
Hypsophrys nematopus és una espècie de peix de la família dels cíclids i de l'ordre dels perciformes.

## Morfologia
- Els mascles poden assolir 14 cm de longitud total.[1][2]

## Hàbitat
És una espècie de clima tropical entre 21 °C-34 °C de temperatura.

## Distribució geogràfica
Es troba al vessant atlàntic de Centreamèrica: Nicaragua i l'oest de Costa Rica, incloent-hi el riu San Juan, el llac Nicaragua i el llac Managua.